# Route nationale 337
Die Route nationale 337, kurz N 337 oder RN 337, ist eine französische Nationalstraße, die von 1933 bis 1973 von Nesle zur N336 bei Bayonvillers verlief. Seit 1978 wird die Nummer für eine Verbindung der Abfahrt Nummer 12 der A6 zur N7, die mit dem Bau der Autobahn 1960 entstand und ursprünglich als N7D ausgeschildert war verwendet.

## Streckenverlauf
| Position | höchste zulässige Gesamtgeschwindigkeit | Fahrbahnen | Typ                 | Abschnitt | Längengrad | Breitengrad |
| -------- | --------------------------------------- | ---------- | ------------------- | --------- | ---------- | ----------- |
| 1        | 110                                     | 2          | Beginn der Autobahn | A6        | 48.5576    | 2.4896      |
| 2        | 110                                     | 2          | Ende an Straße      |           | 48.5558    | 2.4976      |